# Веєрсволд
Веєрсволд (нід. Weijerswold) — селище в нідерландській провінції Дренте. Входить до муніципалітету Куворден.
Його площа становить 3,64 км², а населення станом на 2021 рік складало 80 осіб.
Перша згадка про населений пункт датується 1520 роком.